# Marina Vasilevskaja
Marina Vasilevskaja (in bielorusso Марына Вітальеўна Васілеўская?; 14 settembre 1990) è una cosmonauta bielorussa.
Ha partecipato alla missione spaziale Sojuz MS-25/Sojuz MS-24 di 13 giorni come partecipante al volo nel marzo 2024 a bordo della Stazione spaziale internazionale.

## Biografia
È un'assistente di volo e istruttrice della compagnia aerea nazionale bielorussa Belavia Airlines che lavora negli equipaggi degli aerei Boeing ed Embraer. Prima di unirsi alla compagnia aerea è stata professionalmente impegnata nel ballo da sala per 15 anni.
Il 29 maggio 2023 è stata selezionata come membro dell'equipaggio principale e partecipante al volo della Sojuz MS-25 insieme al comandante bielorusso Oleg Novickij e l'ingegnere di volo 1 statunitense Tracy Caldwell Dyson il cui lancio è avvenuto il 23 marzo 2023. Dopo aver trascorso 13 giorni a bordo della Stazione spaziale internazionale ha fatto ritorno sulla Terra a bordo della Sojuz MS-24 con Novickij e l'ingegnere di volo 1 Loral O'Hara.